# سيمون سميث (طبال)
سيمون سميث (بالإنجليزية: Simon Smith)‏ هو طبال بريطاني، ولد في 3 مايو 1965.